# The Festival Tour
The Festival Tour — неофициальный концертный тур американской певицы и автора песен Ланы Дель Рей в поддержку четвёртого студийного альбома Honeymoon. Тур был анонсирован 3 декабря 2015 года. В качестве приглашенных гостей турне, на двух шоу выступали Макс Джури и Алоэ Блэк. Тур стартовал 3 июня 2016 года в городе Варшава, Польша, а финальный концерт турне прошел 20 ноября 2016 года в городе Мехико, Мексика. Всего было сыграно шестнадцать концертов по Северной и Южной Америке, а также по Европе, за несколько месяцев турне.
Сет-лист концертного тура состоит из ранее выпущенных песен с альбомов Honeymoon, Born to Die, Ultraviolence и мини-альбома Paradise, а также одна неизданная композиция и кавер-версия.

## История создания

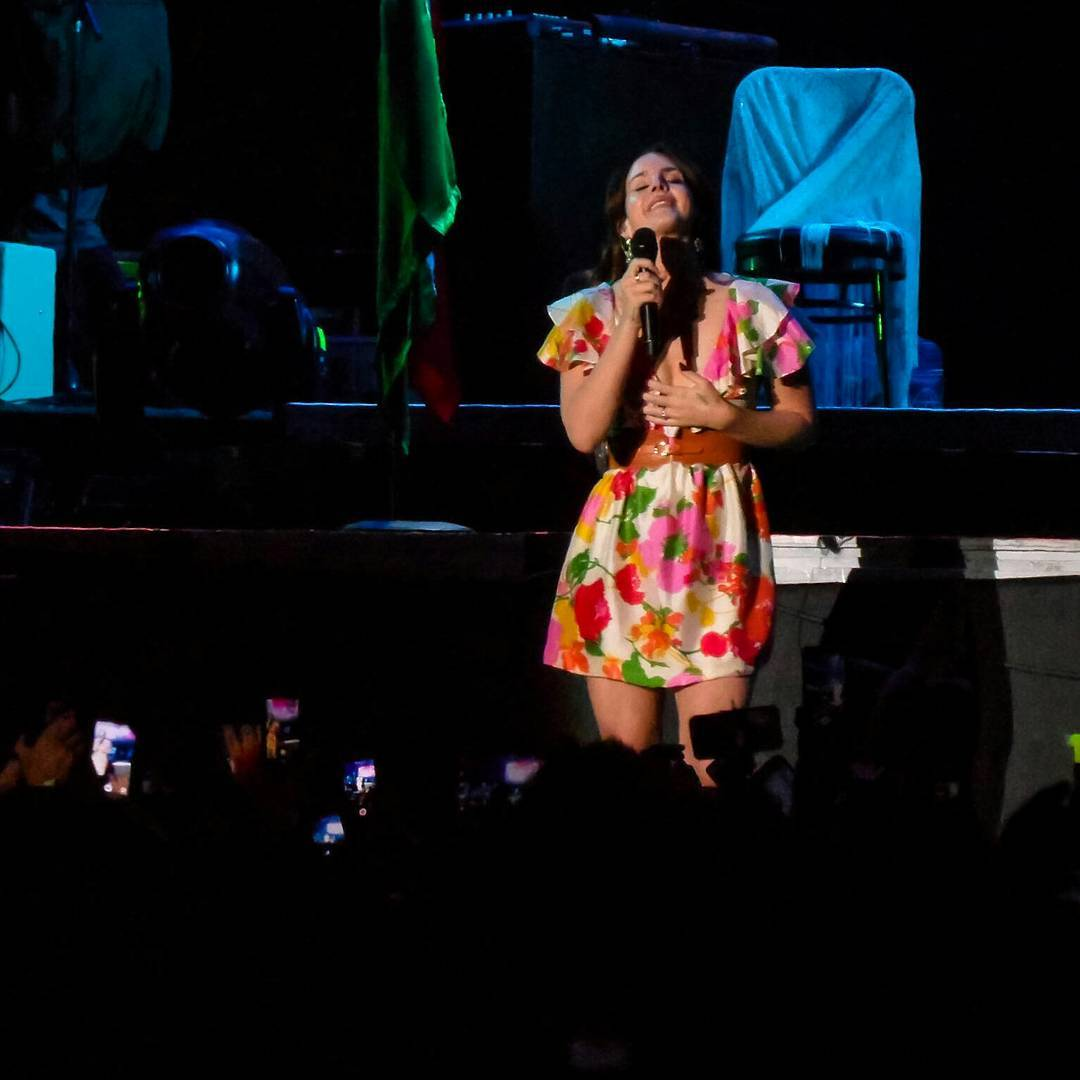
Дель Рей выступает на мексиканском фестивале «Corona Capital».

Дель Рей не объявляла о начале концертного тура официально. 3 декабря 2015 года был анонсирован первый концерт в Москве, Россия, в рамках известного рок-фестиваля «Park Live Festival». Последующие даты тура были объявлены в течение нескольких месяцев. В рамках шестнадцати концертов, Дель Рей посетила некоторые города Европы и Северной Америки.
23 марта 2016 года, в своём аккаунте Instagram, Дель Рей опубликовала афишу фестивала, подписав её: «Дамы и господа, этим летом я отправлюсь в некоторые из красивейших мест мира для выступлений на фестивалях. Всячески не могу дождаться встречи со всеми на нашем пути через Швейцарию, Грецию, Ирландию и множество других остановок, пока мы, в конечном счёте, не вернёмся в августе домой в Калифорнию, чтобы выступить. Я буду держать вас в курсе событий и публиковать больше фестивальных постеров по мере их появления». На двух концертах в Швейцарии, на разогреве выступали Макс Джури и Алоэ Блэк. Два концерта в рамках фестивального тура, в Боготе и Мехико, были отменены по неизвестным причинам.

## Сет-лист
Ниже приведён сет-лист исполняемых Дель Рей песен на фестивале «Park Live», Москва, Россия. Возможно существуют различия между сет-листами концертов тура.
| Сет-лист |
| --- |
| 1. «Full Moon» (Интро; композиция Идена Абеза) 2. «Cruel World» 3. «Cola» 4. «Blue Jeans» 5. «Born to Die» 6. «Albedo 0.39» (Интро; композиция Вангелиса) 7. «Honeymoon» 8. «High by the Beach» 9. «Carmen» 10. «Serial Killer» 11. «Lolita» 12. «Ultraviolence» 13. «Ride» 14. «Summertime Sadness» 15. «Freak» 16. «Yayo» 17. «Video Games» 18. «Off to the Races» |

## Даты концертов
| Дата             | Город         | Страна    | Фестиваль                               | Площадка                        | Разогрев   |        |
| Европа           | Европа        | Европа    | Европа                                  | Европа                          | Европа     | Европа |
| ---------------- | ------------- | --------- | --------------------------------------- | ------------------------------- | ---------- | ------ |
| 3 июня           | Варшава       | Польша    | «Orange Warsaw Festival»                | Tor Służewiec                   | н/д        |        |
| 9 июля           | Вехтер        | Бельгия   | «TW Classic Festival»                   | н/д                             | н/д        |        |
| 10 июля          | Москва        | Россия    | «Park Live Festival»                    | Открытие Арена                  | н/д        |        |
| 13 июля          | Монтрё        | Швейцария | «Montreux Jazz Festival»                | н/д                             | Макс Джури |        |
| 15 июля          | Локарно       | Швейцария | «Moon and Stars»                        | Большая площадь                 | Алоэ Блэк  |        |
| 17 июля          | Каре-Плугер   | Франция   | «Les Vieilles Charrues»                 | н/д                             | н/д        |        |
| 19 июля          | Малакаса      | Греция    | «Rockwave Festival»                     | Парк «Terra Vibe»               | н/д        |        |
| 23 июля          | Монте-Карло   | Монако    | «Monte-Carlo Sporting Summer»           | Avenue Princesse Grace          | н/д        |        |
| Северная Америка |               |           |                                         |                                 |            |        |
| 28 июля          | Чикаго        | США       | «Lollapalooza»                          | Парк Гранта                     | н/д        |        |
| 30 июля          | Монреаль      | Канада    | «Osheaga Festival»                      | Parc Jean-Drapeau               | н/д        |        |
| 7 августа        | Сан-Франциско | США       | «Outside Lands Music and Arts Festival» | Парк «Золотые ворота»           | н/д        |        |
| 28 августа       | Дана-Пойнт    | США       | «Ohana Festival»                        | н/д                             | н/д        |        |
| Европа           |               |           |                                         |                                 |            |        |
| 4 сентября       | Страдбалли    | Ирландия  | «Electric Picnic»                       | Stradbally Hall                 | н/д        |        |
| Северная Америка |               |           |                                         |                                 |            |        |
| 20 ноября        | Мехико        | Мексика   | «Corona Capital»                        | Автодром имени братьев Родригес | н/д        |        |

### Отменённые концерты
| Дата        | Город     | Страна   | Фестиваль            | Площадка | Разогрев |
| ----------- | --------- | -------- | -------------------- | -------- | -------- |
| 17 сентября | Богота    | Колумбия | «Lollapalooza»       | н/д      | н/д      |
| 18 сентября | Богота    | Колумбия | «Lollapalooza»       | н/д      | н/д      |
| 1 октября   | Монтеррей | Мексика  | «Live Out Monterrey» | н/д      | н/д      |